# 梅里特·韦弗
梅里特·卡门·韦弗（英語：Merritt Carmen Wever，1980年8月11日—）是一名美国女演员。她因在《護士當家》（2009-2015年）中饰演一名常年乐观向上的年轻护士，在Netflix迷你剧《无神》（2017年）中饰演一名无畏的寡妇，以及在Netflix犯罪迷你剧《難，置信》（2019年）中饰演一名调查连环强奸犯的警探而出名。凭借《護士當家》，她在2013年获得了黄金时段艾美奖最佳喜剧类电视系列剧女配角；凭借《无神》，她在2018年获得了黄金时段艾美奖迷你电视系列剧或电视电影最佳女配角。
韦弗还曾在其他电视剧中担任过配角，包括《日落大道60号演播室》（2006-2007年）、《俏妞報到》（2013年）和《屍行者》 （2015-2016年）。她还曾在《敵對同謀》（2007年）、《鳥人》(2014年）和《婚姻故事》（2019年）等电影中担任过配角，这些电影都提名了当年的奥斯卡最佳影片奖，而《鳥人》则获得该奖。

## 早年经历
韦弗出生在纽约市曼哈顿区。她是通过精子捐献者受孕，由母亲乔治娅抚养长大。她的母亲来自德克萨斯州，是一名女权主义者和政治活动家，韦弗毕业于Fiorello H. LaGuardia高中和萨拉-劳伦斯学院，并在纽约接受过表演训练。

## 事业
韦弗通过出演低预算、独立短片和故事片开始了她的演艺生涯。她曾出演过戏剧作品，包括在Brooke Berman的话剧《Smashing》和与Deidre O'Connell合作的《Cavedweller》，这两部作品都是在外百老匯中演出。自出道以来，韦弗出演了许多故事片。
她曾客串主出演过多部电视剧，包括《「法」妻》、《定罪》、《法律與秩序》和《火线重案组》。她还出演了愛德華·茲維克命运多舛的剧集《四分之一人生》，与雷切尔·布兰查德、奥斯汀·尼可斯，和 希里·阿普尔比共同主演。她还曾在《日落大道60号演播室》中拥有一个循环角色，饰演苏珊娜。
韦弗因在2009年6月在Showtime电视台首播的《護士當家》系列中饰演的Zoey Barkow一角而广为人知，Zoey在《護士當家》的官方网站上被描述为 "一个不可一世的创伤护士，她与艾迪·法柯硬汉角色的性格相得益彰"。韦弗在剧中的角色获得了广泛的好评。
韦弗因在2012年和2013年凭借《護士當家》中的角色获得了2012年和2013年黄金时段艾美奖最佳喜剧类电视系列剧女配角的提名。并于2013年获奖，当年她发表了令人难忘的演讲，演讲中只有她的惊愕反应："太感谢了，太谢谢你们了。我得走了，再见。"
2016年，韦弗在AMC的《屍行者》中饰演Denise Cloyd，是一个循环角色。她的角色在剧集第六季结尾时的死亡引起了争议，并在社交媒体上引发了许多粉丝的愤怒，其中最引人注目的是LGBT社区的成员。
韦弗在2017年的迷你剧《无神》中饰演女主角Mary Agnes McNue，女主是一个以女性为主的小镇的强硬领袖。她在接受采访时说，她曾被这个角色吓到："拍摄过程中我很多时间，都以为自己会像个傻瓜一样，没有人会买我这个角色的账，也不会让人相信。"尽管如此，许多影评人还是指出她的角色是该剧的一大亮点。《娱乐周刊》将其对《无神》的评论标题定为 "梅里特·韦弗在Netflix的《无神》中骑得很高"，并写道："没有人比总是不平凡的梅里特·韦弗更紧张刺激"2018年，她凭借这个角色获得了艾美奖。
2019年9月13日，韦弗同托妮·科莱特和凯特琳·德弗主演的迷你剧《難，置信》在Netflix上线。该剧得到好评，韦弗获得了她第一个金球獎迷你剧或电视电影最佳女主角提名。 
2020年，韦弗与多姆纳尔·格利森主演黑色喜剧惊悚剧《跑闊人生》在HBO上线。该剧播出一季后停播。

## 影视作品

### 电影
| 年份 | 电影名                  | 角色                  | 备注 |
| ---- | ----------------------- | --------------------- | ---- |
| 1997 | 《Alaska》              | April                 | 短片 |
| 1998 | 《粉骚大联盟》          | Maureen "Momo" Haines |      |
| 1998 | 《叛逆新人类》          | Tammy                 |      |
| 1999 | 《塞巴 斯蒂安科历险记》 | Susan                 |      |
| 2001 | 《大逃杀生还者》        | Lindsay               |      |
| 2002 | 《天兆》                | Tracey Abernathy      |      |
| 2003 | 《Season of Youth》     | 未知                  |      |
| 2003 | 《Bringing Rain》       | Monica Greenfield     |      |
| 2004 | 《一杆进洞》            | Betty                 |      |
| 2005 | 《12岁的少年》          | Debbie Poole          |      |
| 2007 | 《敵對同謀》            | Anna                  |      |
| 2007 | 《荒野生存》            | Lori                  |      |
| 2007 | 《Neal Cassady》        | Mountain Girl         |      |
| 2008 | 《世紀交鋒》            | Rape Victim           |      |
| 2009 | 《Mr. Softie》          | Gail                  |      |
| 2009 | 《失踪的人》            | Mabel Page            |      |
| 2009 | 《亡情使者》            | Lara                  |      |
| 2010 | 《愛上草食男》          | Gina                  |      |
| 2010 | 《微型家具》            | Frankie               |      |
| 2011 | 《同为异类》            | Girl                  | 短片 |
| 2014 | 《鳥人》                | Annie                 |      |
| 2015 | 《小镇迷踪》            | Kelly                 |      |
| 2016 | 《戰地情》              | Marlee                |      |
| 2018 | 《你是唯一》            | Mindy                 |      |
| 2018 | 《查理说》              | 卡莱娜·费斯           |      |
| 2018 | 《馬克的異想世界》      | Roberta               |      |
| 2019 | 《婚姻故事》            | Cassie                |      |

### 电视劇
| 年份      | 电视名                   | 角色                                 | 备注                   |
| --------- | ------------------------ | ------------------------------------ | ---------------------- |
| 1995      | 《蓝河》                 | Lottie                               | 电视电影               |
| 1997      | 《法律與秩序》           | Myra                                 | 情节："Mad Dog"        |
| 2002      | 《法律與秩序》           | Jennifer Taylor                      | 情节："American Jihad" |
| 2002      | 《法律与秩序：犯罪倾向》 | Hannah Price                         | 情节："Tomorrow"       |
| 2003      | 《火线重案组》           | Prissy                               | 2集                    |
| 2004      | 《上帝造物》             | Mrs. Saxon                           | 电视电影               |
| 2005      | 《四分之一人生》         | Bailey                               | 电视电影               |
| 2005      | 《法律與秩序》           | Sunshine Porter                      | 情节："Sects"          |
| 2005      | 《重返犯罪現場》         | Wendy Smith                          | 情节："Switch"         |
| 2006      | 《定罪》                 | Bridget Kellner                      | 情节："Pilot"          |
| 2006–2007 | 《日落大道60号演播室》   | Suzanne                              | 12集                   |
| 2009–2015 | 《護士當家》             | Zoey Barkow                          | 80集                   |
| 2012      | 《「法」妻》             | Aubrey Gardner                       | 情节："After the Fall" |
| 2013      | 《俏妞報到》             | Elizabeth                            | 7集                    |
| 2013      | 《记住星期日》           | Lucy                                 | 电视电影               |
| 2015–2016 | 《屍行者》               | Dr. Denise Cloyd                     | 9集                    |
| 2017      | 《无神之境》             | 瑪莉·安尼斯（Mary Agnes McNue）      | 7集，迷你劇            |
| 2019      | 《難，置信》             | 警探凱倫·杜瓦爾（Det. Karen Duvall） | 8集，迷你劇            |
| 2020      | 《跑闊人生》             | Ruby Richardson                      | 7集                    |

## 奖项与提名
| 年份 | 奖项                 | 类别                               | 提名作品     | 结果 | 备注 |
| ---- | -------------------- | ---------------------------------- | ------------ | ---- | ---- |
| 2010 | 哥譚獨立電影獎       | 独立电影最佳集体表演奖             | 《微型家具》 | 提名 |      |
| 2012 | 黃金時段艾美獎       | 最佳喜剧类电视系列剧女配角         | 《護士當家》 | 提名 |      |
| 2013 | 美国演员工会奖       | 最佳喜剧类剧集整体演出             | 《護士當家》 | 提名 |      |
| 2013 | 黃金時段艾美獎       | 最佳喜剧类电视系列剧女配角         | 《護士當家》 | 獲獎 |      |
| 2014 | 卫星奖               | 最佳女配角                         | 《護士當家》 | 提名 |      |
| 2014 | 评论家选择电视剧奖   | 最佳女配角-电视喜剧类              | 《護士當家》 | 提名 |      |
| 2014 | 华盛顿特区影评人协会 | 最佳群戏                           | 《鳥人》     | 獲獎 |      |
| 2018 | 黃金時段艾美獎       | 迷你电视系列剧或电视电影最佳女配角 | 《无神》     | 獲獎 |      |
| 2020 | 独立精神奖           | 罗伯特·奥特曼奖                    | 《婚姻故事》 | 獲獎 |      |
| 2020 | 金球獎               | 最佳女主角 - 迷你剧或电视电影      | 《難，置信》 | 提名 |      |
| 2020 | 评论家选择电视剧奖   | 最佳女演员-电影/迷你剧             | 《難，置信》 | 提名 |      |

## 译注
1. ↑  原文：
2. ↑  原文：
3. ↑  原文：
4. ↑  原文：
5. ↑  原文：